# David Arnoldo Cabrera
David Arnoldo Cabrera Rivera (Santa Ana; 27 de enero de 1949) es un jugador de fútbol retirado de El Salvador.

## Trayectoria
Es el máximo goleador de todos los tiempos del C.D. FAS, con 242 goles marcados en una carrera de 20 años con el equipo entre los años 1966-1986. Ganó cuatro títulos de Primera División (1977-78, 1978-79, 1981 y 1984), su mejor temporada durante sus 20 años de futbolista fue durante la 1975-76, donde anotó 25 goles y su mejor desempeño fue en la victoria 7-2 contra UES el 3 de enero de 1980, anotando seis de los siete goles del equipo.

## Selección nacional
Representó a su país durante las eliminatorias para la Copa Mundial de Fútbol 1978 en Argentina. Fue incluido en el equipo para el torneo de México 1970 pero no jugó.

### Participaciones en Copas del Mundo
| Mundial                        | Sede   | Resultado    |
| ------------------------------ | ------ | ------------ |
| Copa Mundial de Fútbol de 1970 | México | Primera fase |

## Palmarés

### Títulos nacionales
| Título           | Equipo | País        | Año     |
| ---------------- | ------ | ----------- | ------- |
| Primera División | FAS    | El Salvador | 1977-78 |
| Primera División | FAS    | El Salvador | 1978-79 |
| Primera División | FAS    | El Salvador | 1981    |
| Primera División | FAS    | El Salvador | 1984    |

### Títulos internacionales
| Título                           | Equipo | País        | Año  |
| -------------------------------- | ------ | ----------- | ---- |
| Copa de Campeones de la Concacaf | FAS    | El Salvador | 1979 |

### Distinciones individuales
| Distinción                                            | Año  |
| ----------------------------------------------------- | ---- |
| Máximo goleador de la Primera División de El Salvador | 1972 |
| Máximo goleador de la Primera División de El Salvador | 1981 |
| Máximo goleador de la Primera División de El Salvador | 1983 |